# Décime

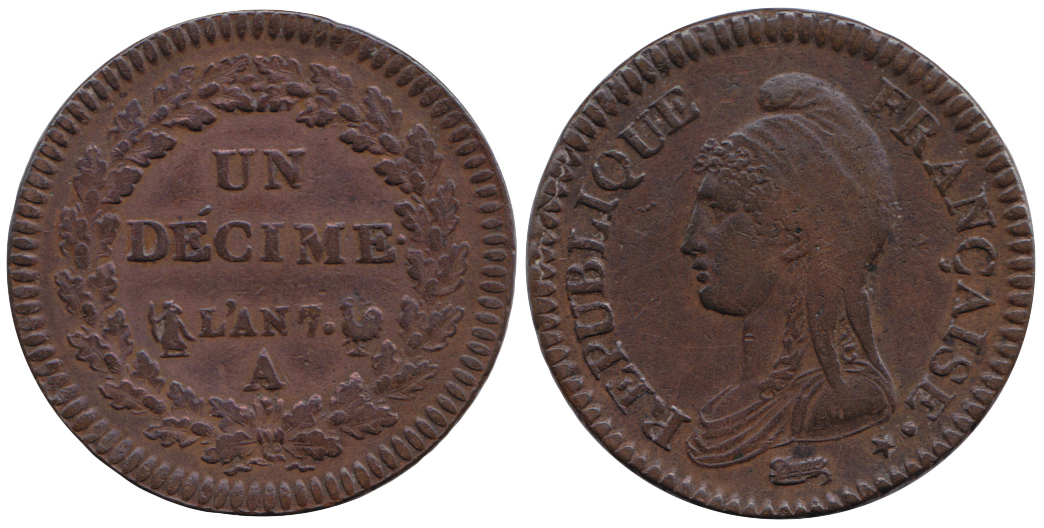
Décime, Paris 1798–1799 (L'AN 7).

Décime, Strassburg 1814

Décime war die Bezeichnung für die französischen 10-Centimes-Stücke, die von 1795 bis 1800(14) geprägt wurden. Sie wurden als Teil der Dezimalisierung der Währung zusammen mit dem Franc eingeführt.
Der Décime war anfänglich eine eigenständige Währungsbezeichnung auf den Münzen wie Franc und Centime; es gab auch Stücke zu 2 Décimes. Eine sprachliche Abwandlung ist der US-amerikanische Dime für 10 US-Cents.